# Usina Nuclear de Balakovo
A Usina Nuclear de Balakovo (em russo:  Балаковская АЭС pronunciaçãoⓘ) é uma usina nuclear localizada em Balakovo, Oblast Saratov na Rússia, a cerca de 900 km no sudeste de Moscou. Ela consiste em 4 reatores operacionais; uma quinta undiade está em construção. A Rosenergoatom é a dona e operadora da usina elétrica.
A Usina de Balakovo participa de projetos de "geminação" com usinas nucleares da Europa e Rússia, tendo parceria com a Usina Nuclear de Biblis desde 1990.

## Reatores
A Usina Nuclear de Balakovo tem 4 unidades em operação, com potência total instalada de 4 000 MW e produção anual de 29 GWh de eletricidade.
| Unidade    | Tipo de reator | Capacidade líquida | Capacidade total | Início da construção | Conexão com a rede | Operação comercial | Desativação                    |
| ---------- | -------------- | ------------------ | ---------------- | -------------------- | ------------------ | ------------------ | ------------------------------ |
| Balakovo-1 | VVER-1000/320  | 950 MW             | 1,000 MW         | 01/12/1980           | 28/12/1985         | 23/05/1986         | 2045(planejado)                |
| Balakovo-2 | VVER-1000/320  | 950 MW             | 1,000 MW         | 01/08/1981           | 08/10/1987         | 12/01/1988         | 2033(planejado)                |
| Balakovo-3 | VVER-1000/320  | 950 MW             | 1,000 MW         | 01/11/1982           | 25/12/1988         | 08/04/1989         | 2034(planejado)                |
| Balakovo-4 | VVER-1000/320  | 950 MW             | 1,000 MW         | 01/04/1984           | 12/05/1993         | 22/12/1993         | 2023(planejado)                |
| Balakovo-5 | VVER-1000/320  | 950 MW             | 1,000 MW         | 01/04/1987           | -                  | -                  | Construção suspensa 28/12/1992 |
| Balakovo-6 | VVER-1000/320  | 950 MW             | 1,000 MW         | 01/05/1988           | -                  | -                  | Construção suspensa 28/12/1992 |

Usina Nuclear de Balakovo
- Visão interior
- Manutenção da turbina de vapor
- Reator em construção
- Visão aérea
- Estação de distribuição
- Sala de controle
- Transporte do gerador de vapor
- Construção da unidade 5

## Incidentes
Em 27 de junho de 1985 durante a ativação da primeira unidade de reator, um erro humano (mais tarde atribuído a inexperiência e pressa) resultou na abertura de uma válvula de pressão e vapor de 300 °C entrou a área de trabalho dos funcionários. Quatorze pessoas foram mortas. Esse evento é citado como um dos predecessores do Desastre de Chernobyl.